# Das Abenteuer von Sagossa
Pour plus de détails, voir Fiche technique et Distribution.
Das Abenteuer von Sagossa (en français L'Aventure de Sagossa) est un film allemand  muet réalisé par Franz Seitz senior, sorti en 1923.

## Synopsis
Le petit État fantaisiste de Sagossa est en faillite. À la demande du vieux prince Alexandre et du monarque régnant, le prince Michael est censé sauver le royaume en épousant une jeune femme riche qui pourrait rétablir l'équilibre des finances de l'État en ruine. La riche héritière correspondante est rapidement trouvée. Avant que Michael ne voie la future épouse en question, son adjudant Andrea doit d'abord vérifier qui elle est. Ensuite, il est prévu qu'Andrea vienne chercher le prince Michael à Paris pour organiser une rencontre. Le malheur suit son cours : l'adjudant Andrea tombe amoureux de la dame en question, qui lui rend également ses sentiments et qui ne veut en aucun cas épouser le prince avide d'argent. Mais pour le bien de sa patrie, le bras droit du prince veut mettre ses propres sentiments de côté et renonce généreusement.
Lorsque le prince Michael, désormais secrètement marié à une autre, découvre cela, il envisage de faire une farce (inoffensive) à son plus fidèle serviteur et engage des acteurs qu'il connaît pour mettre Andrea dans une mascarade élaborée. Un acteur endosse le rôle du prince, tandis qu'il se glisse dans celui d'un escroc tordu. Finalement, les choses se mettent en place et tout se termine bien : Andrea est autorisé à épouser la jeune fille riche et utilise son argent au profit du royaume appauvri, et le vieux prince reconnaît la jeune épouse de son fils Michael comme la future princesse légitime.

## Fiche technique
- Titre original : Das Abenteuer von Sagossa
- Réalisation : Franz Seitz senior
- Scénario : Alfred Schirokauer, Franz Seitz senior
- Direction artistique : Willy Reiber (de)
- Costumes : Max Heilbronner (de)
- Photographie : Franz Koch, Wilhelm Kiermeier
- Société de production : Emelka-Konzern
- Pays de production :  République de Weimar
- Langue : allemand
- Format : Noir et blanc - 1,33:1 - 35 mm
- Genre : Comédie
- Durée : 92 minutes
- Date de sortie :
  - République de Weimar : 1er juillet 1923.

## Distribution
- Maria Minzenti (de) : Miss Terron, l'héritière
- Ernst Rückert : l'adjudant Andrea Ponta

et Paul Otto, Heinrich Schroth, Margit Barnay, Helene von Bolváry, Wilhelm Diegelmann, Hans Leibelt, Ferdinand Martini, Ellinor Wilhelms, Charlotte Klinder.

## Production
Das Abenteuer von Sagossa est tournée dans les studios Emelka à Munich au printemps 1923, passe la censure le 1er juin de la même année et est sortie peu de temps après (au cours de l'été 1923). L'acte en six actes mesure 2 095 mètres de long. En Autriche, le film a plusieurs titres alternatifs, mais il est principalement sorti sous le titre Eine Nacht auf dem Nordpol.

## Source de traduction
- (de) Cet article est partiellement ou en totalité issu de l’article de Wikipédia en allemand intitulé « Das Abenteuer von Sagossa » (voir la liste des auteurs).

1. ↑  (de) « Emelka », Der Kinematograph (de), no 852,‎ 17 juin 2023, p. 22 (lire en ligne)